# Museo de Etnografía (Suecia)
Museo de Etnografía (en sueco: Etnografiska museet), situado en Estocolmo, Suecia, es un museo de etnografía. Alberga una colección de alrededor de 220 000 artículos relacionados con la etnografía, o antropología cultural, de pueblos de todo el mundo, incluidos China, Corea, el sur y sudeste de Asia, la región del Pacífico, las Américas y África.  El museo está situado en Museiparken en Gärdet en Estocolmo. Desde 1999 forma parte de los Museos Nacionales Suecos de Cultura del Mundo y también alberga la Fundación Sven Hedin. El museo está abierto de martes a domingo de 11:00 a 17:00 horas, los miércoles de 11:00 a 20:00 horas y está cerrado los lunes. 
Entre las colecciones más antiguas del museo se encuentran objetos reunidos en la colonia sueca Nueva Suecia y durante las expediciones de Cook en el siglo XVIII. Sin embargo, la parte principal data del período 1850-1950 y está fuertemente influenciada por las exploraciones, evangelizaciones y comercio de la era colonial. A partir de 1874, el conservador de las colecciones de vértebras del Museo Sueco de Historia Natural, el zoólogo Fredrik Adam Smitt (1839-1904), fue nombrado responsable de las colecciones etnográficas. En 1900, Hjalmar Stolpe se convirtió en el primer director del recién fundado Museo de Etnografía, que ahora era una rama independiente del Museo de Historia Natural. El museo se trasladó a un nuevo edificio en 1930. El edificio actual sustituyó al antiguo y fue inaugurado en 1980.
En 1988 el nombre del museo cambió a Museo Folkens, pero volvió a cambiarse en 2001, dos años después de que se formaran los Museos Nacionales de Cultura del Mundo.
En 2007, después de varios años de negociación, el museo acordó devolver un tótem a la Nación Haisla, de donde fue sacado en 1929.   La nación Haisla donó al museo una réplica contemporánea del poste, actualmente en exhibición afuera de la entrada del museo. El museo también ha devuelto otros objetos a su país de origen.  Todos los artefactos actuales en el museo se consideran propiedad nacional y, por lo tanto, el museo tiene el derecho y la responsabilidad de exhibirlos y preservarlos. 
En 2023, el museo retiró la exposición de Svea Hedin al público después de que una publicación sacara a la luz las conexiones nazis de Hedin 